# Robert Lusser
Robert Lusser (* 19. April 1899 in Ulm; † 19. Januar 1969 in München) war ein deutscher Kunstflieger, Ingenieur und Flugzeugentwickler. Zusammen mit Hanns Klemm entwickelte Lusser die bekannte Klemm L 25, die den Urtyp eines modernen Leichtflugzeuges darstellt.

## Leben
Robert Lusser studierte ab dem Wintersemester 1919/20 an der Technischen Hochschule Stuttgart Elektrotechnik. In diesem Semester trat er auch der Stuttgarter Burschenschaft Ghibellinia bei. Sein Studium beendete Lusser mit dem Diplom im Jahre 1924. Es folgte eine Anstellung bei der Leichtflugzeugbau Klemm GmbH, deren Chefkonstrukteur er ab 1927 war. Ab 1933 arbeitete Lusser bei Messerschmitt, konstruierte die Messerschmitt Bf 108 und kurz darauf die Messerschmitt Bf 109. Zum Erreichen des Geschwindigkeitsweltrekordes entwarf Lusser die Messerschmitt Me 209 und hatte mit dieser Maschine großen Erfolg. Die Messerschmitt Bf 110 wurde ebenfalls von Lusser entwickelt. Er war über die Arbeiten von Hans-Joachim Papst von Ohain über Turboluftstrahltriebwerke informiert und arbeitete an den Grundzügen der Messerschmitt Me 262.
Am 3. Juni 1937 beantragte er die Aufnahme in die NSDAP und wurde rückwirkend zum 1. Mai desselben Jahres aufgenommen (Mitgliedsnummer 5.291.784). Am 1. Juni 1939 kam er zu Heinkel, wo er den ersten zweistrahligen Jäger der Welt, die Heinkel He 280, konstruierte. Auch die Heinkel He 219, der erste spezialisierte Nachtjäger, stammt aus Lussers Entwicklungsbüro. Der Entwurf und seine Variationen wurden jedoch vom Reichsluftfahrtministerium zunächst als zu kompliziert abgelehnt. Lusser wurde daraufhin von Heinkel gekündigt.
1941 wechselte er aufgrund seiner Kontakte, die er zu den Entwicklern der Turboluftstrahltriebwerke gewonnen hatte, und mit Fürsprache vom Generalchefingenieur der Luftwaffe, Roluf Lucht, zu Fieseler. Der Entwurf der Fernbombe Fieseler Fi 103 (auch V1 genannt) beruht auf seinen Ideen, den er zusammen mit dem Fieseler-Ingenieur Willy A. Fiedler konstruierte. Zusammen mit Fritz Gosslau von den Argus-Werken brachte er das Projekt zur Serienreife. In einem Vortrag bei einer Besprechung im Reichsluftfahrtministerium sagte Robert Lussers am 17./18. Juni 1943: „Zur Fertigung des Gerätes können fast ausschließlich Ausländer und Frauen (Zwangsarbeiter und Häftlinge der Konzentrationslager) eingesetzt werden. Hochwertige Facharbeiter sind nur in einem sehr geringen Prozentsatz nötig.“
Seine erste Frau, Hildegard Lusser geb. Fichter, Mutter von fünf Kindern (Peter, Hans, Gabriele, Hilde und Traute), wurde am 13. März 1945 bei einem Bombenangriff getötet. 1948 heiratete Lusser die Kunstlehrerin Gisela Sautter (* 1914 in Posen), die ihm im selben Jahr nach Kalifornien folgte. Das Paar bekam vier Kinder.

### Nachkriegszeit
1948 wurde Lusser im Zusammenhang mit der Operation Paperclip in die USA geholt, zunächst nach Point Mugu, um dort für die US Navy zu arbeiten. Er wechselte dann zum Pasadena Jet Propulsion Laboratorium und 1954 schließlich nach Huntsville (Alabama), wo er zusammen mit Wernher von Braun an der Entwicklung der Redstone-Rakete arbeitete.
Infolge seiner Untersuchungen über die Zuverlässigkeit komplexer Systeme, insbesondere im Hinblick auf die Raketenentwicklung, wird Lusser als Vater der Zuverlässigkeit bezeichnet. Diese Erkenntnisse beruhen auf seinen Erfahrungen mit dem Bau der Fieseler F 103 (V1).
Seine Gleichung Rs = R1·R2·…·Rn wird Lussers Gesetz genannt. Sie wurde zusammen mit dem deutschen Mathematiker Erich Pieruschka entwickelt und sagt aus, dass die Zuverlässigkeit eines Gesamtsystems nur so gut ist wie das Produkt der Zuverlässigkeit der Einzelsysteme.
Im Januar 1959 kehrte Lusser nach Deutschland zurück und wurde Technischer Direktor des Entwicklungsringes Süd. Aufgrund seiner Erkenntnisse über die Zuverlässigkeit komplexer Systeme berechnete er die Unzuverlässigkeit des F-104 Starfighter, der in der neu gegründeten deutschen Luftwaffe die Rolle eines Allzweckflugzeuges übernommen hatte. Da Erkenntnisse über die mangelnde Zuverlässigkeit politisch nicht erwünscht waren, wurde er angeschwärzt, aus dem Arbeitsprozess ausgeschlossen und sein Vertrag nicht verlängert.
1963, anlässlich eines Skiurlaubs mit neuer Skiausrüstung inkl. „Sicherheitsbindung“ riss seine Achillessehne beim „Probesturz“ im Hotelzimmer. Während seiner verbleibenden Zeit beim Entwicklungsring Süd bis Ende 1964 entwickelte er eine neue Skibindung und verkaufte sie später der Samuel G.Wyss AG in der Schweiz. In der Zeit der „Vorderstrammerbindungen“ war sie die erste Bindung, die den Namen „Sicherheitsbindung“ verdiente. Die Markteinführung in Deutschland, Schweiz und Österreich und auch in den USA war erfolgreich. Ohne den Erfolg miterleben zu können, verstarb Robert Lusser am 19. Januar 1969 im Alter von 69 Jahren. Einige Jahre später war Lussers Bindung vom Markt verschwunden; andere Skibindungshersteller hatten unter Anwendung seiner Sicherheitsprinzipien nachgezogen.

## Film
- Petra Reinfelder und Benedikt Burkard, Regie: Robert Lusser und die „V1“ – Hitlers Ingenieur und die „Wunderwaffe“. Dokumentation, 2008, 45 Min.